# Powstanie paryskie

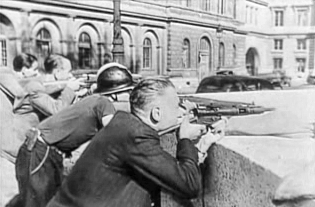
Strzelcy z Francs-tireurs partisans na barykadach 1944.

Powstanie paryskie, inaczej bitwa o Paryż lub wyzwolenie Paryża – szereg działań zbrojnych w Paryżu w okresie od 19 do 25 sierpnia 1944 roku pomiędzy francuskim ruchem oporu oraz wspierającymi go wojskami armii sił Wolnych Francuzów de Gaulle’a oraz amerykańskiej 3 Armii gen. Pattona przeciw okupującym miasto wojskom niemieckim. Powstanie zakończyło się wyzwoleniem Paryża oraz poddaniem się sił niemieckich stacjonujących w mieście. 26 sierpnia odbyła się na Polach Elizejskich defilada zwycięstwa z udziałem wojsk alianckich, francuskiego ruchu oporu oraz Wolnych Francuzów pod dowództwem generała de Gaulle.

## Geneza
Od początku czerwca do końca sierpnia 1944 roku na terenie okupowanej Francji trwała aliancka operacja militarna pod kryptonimem operacja Overlord, która zaczęła się 6 czerwca desantem w Normandii. Operacja ta dawała nadzieję Francuzom na rychłe wyzwolenie spod okupacji niemieckiej.
14 lipca mieszkańcy Paryża pierwszy raz pod niemiecką okupacją rozpoczęli obchody swojego święta narodowego – Dzień Zdobycia Bastylii. Masowo wylegli na ulice, dekorując je francuskimi narodowymi flagami. Do obchodów przyłączyła się nawet francuska policja z kolaborującego z III Rzeszą rządu Vichy, co wywołało niepokój Niemców. W sumie w masowych patriotycznych obchodach tego święta brało udział w Paryżu ok. 100 000 Francuzów. Francuski Front Narodowy opublikował wówczas apel, że zadaniem patriotów jest zorganizowanie powszechnego strajku oraz eskalacja walki zbrojnej. 16 sierpnia Niemcy popełnili ostatnią wielką zbrodnię wojenną w Paryżu. Agent gestapo zwabił 35 młodych członków ruchu oporu FFI (Forces Françaises de l’Intérieur) do Lasku Bulońskiego, gdzie zostali rozstrzelani.
Francuscy komuniści z Francs-tireurs partisans nasilili akcje sabotażowe wokół miasta, których celem był paraliż komunikacyjny linii kolejowej. Działania te częściowo wsparli kolejarze, którzy 3 sierpnia zagrozili strajkiem. Wysunęli oni również żądania uwolnienia więźniów politycznych, większych racji chleba oraz wypłacenia z góry trzymiesięcznej pensji. Niemcy odrzucili te postulaty, w wyniku czego strajk na kolei rozpoczął się 10 sierpnia na 17 głównych dworcach Paryża, co spowodowało paraliż komunikacyjny w mieście i okolicy. 18 sierpnia komendant FFI regionu paryskiego Henri Rol-Tanguy zarządził mobilizację wszystkich paryżan do walki z Niemcami, tego samego dnia ogłoszono też strajk powszechny.

### Siły niemieckie

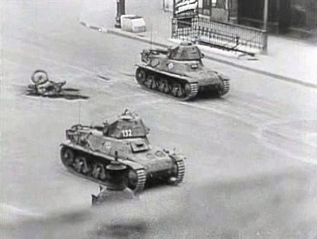
Francuskie czołgi Hotchkiss H-38 w służbie niemieckiej na ulicach Paryża w czasie powstania 1944

Niemiecki garnizon Wehrmachtu w Paryżu liczył w sumie około 20 tysięcy żołnierzy, z czego 5 tysięcy znajdowało się wewnątrz miasta, a pozostałe 15 tysięcy rozlokowanych było na jego zewnętrznym obwodzie. Do dyspozycji dowódca garnizonu paryskiego miał m.in. kompanię pancerną Panzer Kompanie Paris dysponującą w sumie 80 czołgami i składającą się z 4 plutonów, z których każdy uzbrojony był we francuskie czołgi Renault R-35, Hotchkiss H-38, Somua S-35, kilka PzKpfw I, a nawet czołgi Panther.
W drugim tygodniu sierpnia 1944 roku niemieccy cywile, administracja niemiecka oraz niektóre służby mundurowe zaczęły opuszczać Paryż. Z miasta zniknęła część służb mundurowych oraz większość pracowników cywilnych. Niemieccy oficerowie w centrum miasta palili dokumenty, rozpoczęła się także ewakuacja na wschód. Już 7 sierpnia Adolf Hitler usunął ze stanowiska komendanta Paryża gen. Hansa von Boineburg-Lengsfelda, w zamian mianując na to stanowisko gen. Dietricha von Choltitza. Rozkazał mu utrzymanie miasta za wszelką cenę oraz przygotowanie do wysadzenia w mieście wszystkich mostów na Sekwanie oraz ważniejszych budowli. Von Choltitz zaniepokojony sytuacją zastaną w mieście oraz nie mając zaufania do lojalności francuskiej policji, rozkazał ją rozbroić. Akcja ta zaplanowana została na 13 sierpnia i stała się katalizatorem wybuchu powstania w Paryżu.

### Działania aliantów
Już 19 sierpnia do Paryża na odległość około 20 kilometrów zbliżyły się wydzielone oddziały amerykańskiej 3 Armii, co stało się jedną z przyczyn wybuchu powstania. Amerykanie nie planowali jednak wejścia do miasta, a raczej zamierzali je okrążyć i izolować, licząc na poddanie się niemieckiego garnizonu stacjonującego w Paryżu. Armia amerykańska dążyła w owym czasie do nawiązania walk oraz rozbicia niemieckich jednostek w okolicy miasta, przesuwając wkroczenie do francuskiej stolicy na czas późniejszy.
W 1944 roku alianckie naczelne dowództwo nie planowało walk o Paryż. Starało się ominąć stolicę Francji oraz nie angażować swoich sił militarnych w ewentualne przewlekłe walki uliczne w kilkumilionowym mieście. Priorytetem wojsk alianckich był wówczas marsz w kierunku Niemiec, aby opanować przemysłowe Zagłębie Ruhry stanowiące zaplecze zbrojeniowe armii niemieckiej. W interesie Brytyjczyków leżało także zniszczenie niemieckich wyrzutni rakietowych, które bombardowały Londyn z terenu Belgii i Holandii rakietami V1 i V2. Wyzwolenie Paryża było przewidywane dopiero na połowę października lub później na czas ostatecznej kapitulacji Niemiec.
Jednak 21 sierpnia w akcie niesubordynacji wobec swych amerykańskich przełożonych generał Philippe Marie Leclerc wysłał w kierunku Paryża jednostki rozpoznawcze dowodzonej przez siebie 2 Dywizji Pancernej. Alianckie dowództwo potępiło te działania, jednak poparł je przywódca Wolnych Francuzów Charles de Gaulle. Zagroził on gen. Eisenhowerowi, że jeżeli nie zezwoli on 2 Dywizji Pancernej uderzyć na miasto, sam wyda jej stosowny rozkaz. Postawiony przed faktem dokonanym Eisenhower w końcu uległ i wieczorem 22 sierpnia wyraził formalną zgodę na natarcie.

### Siły powstańcze
Powstańcy paryscy, jak cały francuski ruch oporu, podzieleni byli na szereg grup, o czym decydowały poglądy polityczne. Największe liczebnie były oddziały Francuskich Sił Wewnętrznych FFI pod dowództwem zwolennika komunizmu pułkownika Henriego Rol-Tanguya. Drugą co do wpływów siłą były siły gaulistów z organizacji AS, podporządkowane Komitetowi Wolnej Francji z siedzibą w Londynie. W powstaniu brały również udział bojowe oddziały FTFP – Francuskiej Partii Komunistycznej, ORA – Zjednoczenia Związków Zawodowych Rejonu Paryskiego, Frontu Narodowego oraz Francuskich Wolnych Strzelców. W czasie trwania powstania dołączyła do niego również część francuskich służb mundurowych związanych z rządem Vichy. Powstańcy byli słabo uzbrojeni, a ich ogólna liczba oscylowała w okolicach 20 tysięcy.
Członkowie francuskiego ruchu oporu powołali Krajową Radę Ruchu Oporu oraz Paryski Komitet Wyzwolenia, który ogłosił mobilizację, wzywając ludność do rozpoczęcia powstania w Paryżu.

## Przebieg powstania

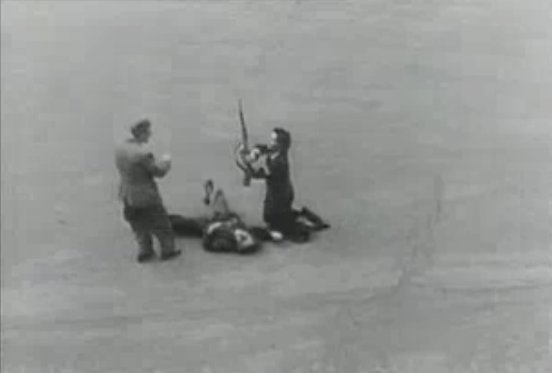
Powstańcy z FFI zabierają broń Niemca zastrzelonego przez francuskiego snajpera

Powstanie ostatecznie wybuchło 19 sierpnia, przybierając formę szeregu ulicznych strzelanin pomiędzy patrolami powstańczymi FFI i niemieckim wojskiem oraz policją. Początkowo francuski ruch oporu w Paryżu był tak nieliczny oraz słabo uzbrojony, że nie atakował nawet zajętych przez Niemców budynków. Działania militarne były prowadzone na małą skalę. Z powodu braku broni oraz słabego uzbrojenia powstańców ich celem były głównie ataki na niemieckie patrole, magazyny broni oraz ciężarówki zaopatrzeniowe. Do powstania wkrótce dołączyło także około 2000 paryskich policjantów, uzbrojonych jedynie w służbowe pistolety policyjne, z których około 500 zabarykadowało się w prefekturze policji. Niemcy otoczyli prefekturę, grożąc policjantom rozstrzelaniem.
20 sierpnia powstańcy w wyniku walk zdobyli Hotel de Ville – paryski ratusz. Tego samego dnia w hotelu Meurice obie strony konfliktu podpisały zawieszenie broni, aby „zebrać zabitych i rannych”, jednak nie wszystkie jednostki powstańcze zastosowały się do niego, w wyniku czego nazajutrz walki z mniejszym nasileniem kontynuowane były dalej. 21 sierpnia w całym mieście miały miejsce liczne potyczki zbrojne prowokowane przez oddziały FFI, które nie podporządkowały się ustaleniom rozejmu. Powstańcze oddziały zajęły jeszcze kilka budynków, w tym Pałac Elizejski oraz dworzec Gare de l’Est, ale ich impet osłabł z powodu niedostatków broni palnej oraz amunicji. Francuski ruch oporu poprosił w tej sytuacji Amerykanów o zrzuty broni. USAAF planowało przeprowadzenie specjalnej operacji o kryptonimie „Beggar”, mającej na celu zaopatrzenie powstańców w 200 ton broni zrzucanej z samolotów, ale w obawie przed dostaniem się jej w ręce Niemców zrezygnowano z jej przeprowadzenia.
W mieście wkrótce zapanowała sytuacja patowa. Z jednej strony, pomimo rozprzestrzenienia się powstania na teren całego miasta i opanowania szeregu strategicznych punktów, powstańcy z powodu braku broni nie byli w stanie prowadzić działań zaczepnych wobec lepiej uzbrojonych sił niemieckich. Z drugiej strony również Niemcy nie dysponowali wystarczającymi siłami do przejęcia szybkiej kontroli nad miastem. Intensywność walk zmalała, a słabo uzbrojeni powstańcy nie byli zdolni do przełamania głównych niemieckich punktów oporu rozlokowanych w Paryżu. Obie strony zaniechały podejmowania ataków i zapadł tymczasowy impas.
23 sierpnia dowództwo niemieckiego garnizonu w Paryżu otrzymało bezpośredni rozkaz Adolfa Hitlera, który nakazywał utrzymanie miasta za wszelką cenę ze względu na decydujące znaczenie w niemieckiej strategii obronnej na froncie zachodnim. Rozkaz mówił m.in. aby „Mosty na Sekwanie przygotować do wysadzenia w powietrze. (...) Paryża nie oddawać, chyba że dostanie się w ręce nieprzyjaciela jako kupa gruzów”. Już 20 sierpnia Choltitz w rozmowie telefonicznej ze swoim znajomym Hansem Speidlem wyjawił mu, że w pierwszej kolejności zamierza wysadzić w powietrze Łuk Triumfalny, budynek opery, wieżę Eiffla oraz inne paryskie zabytki. Do swojej dyspozycji Niemcy mieli dużo materiałów wybuchowych w tym m.in. ogromny magazyn torped przeznaczonych dla okrętów podwodnych Kriegsmarine, który znajdował się w Saint-Cloud niedaleko Paryża.

### Pomoc wojsk sprzymierzonych

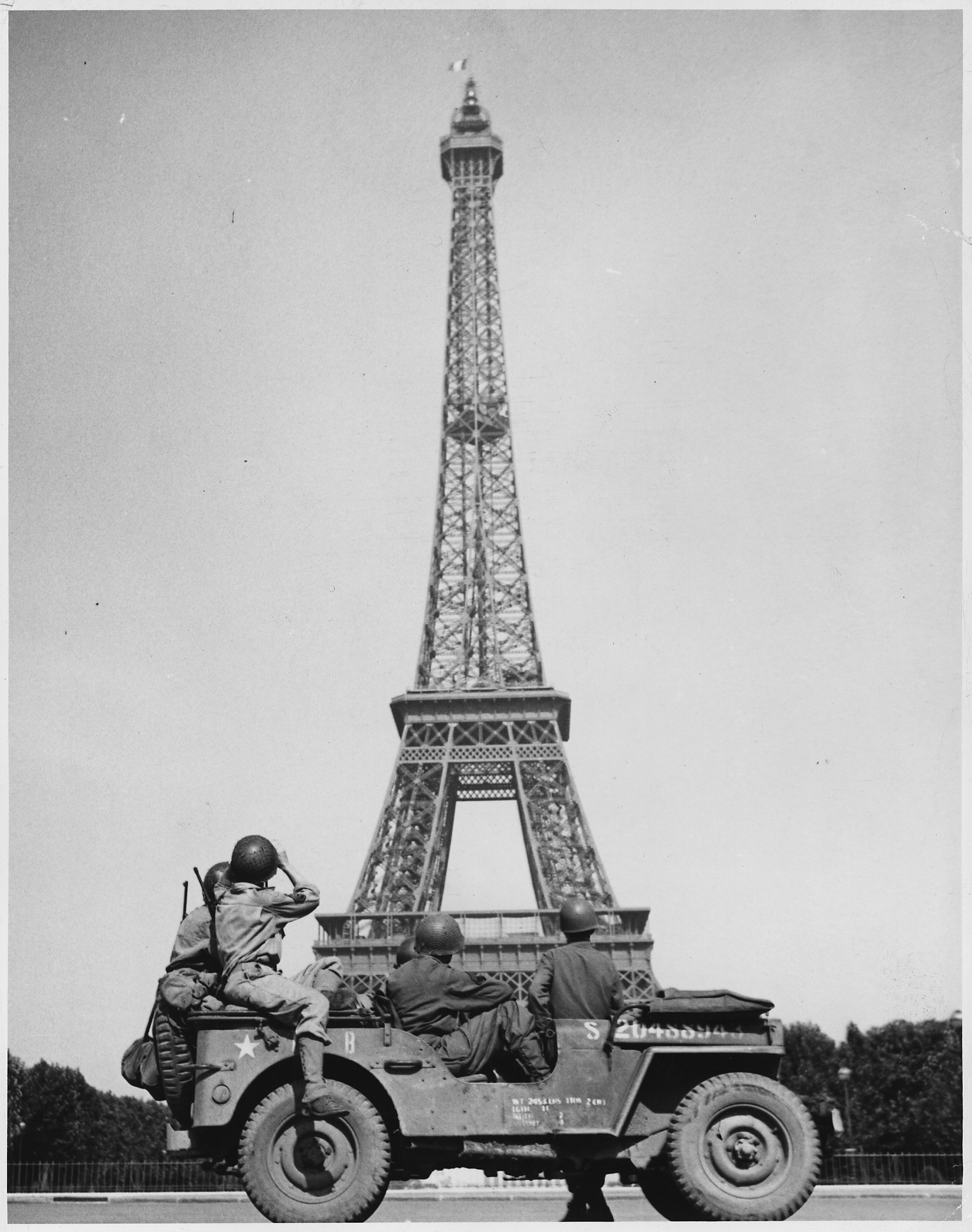
Amerykańscy żołnierze obserwują francuską flagę na Wieży Eiffla

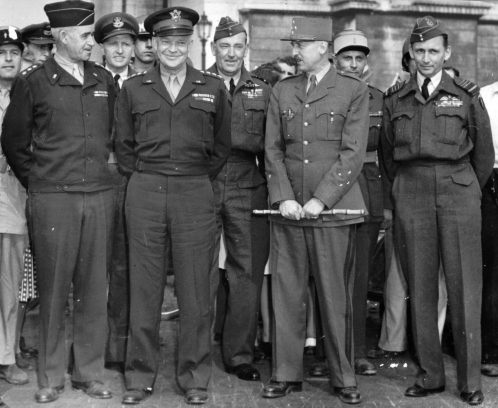
Alianccy dowódcy wojskowi w Paryżu w 1944 roku: generał Omar Bradley, Dwight Eisenhower, generał Marie Pierre Kœnig oraz marszałek lotnictwa Arthur Tedder

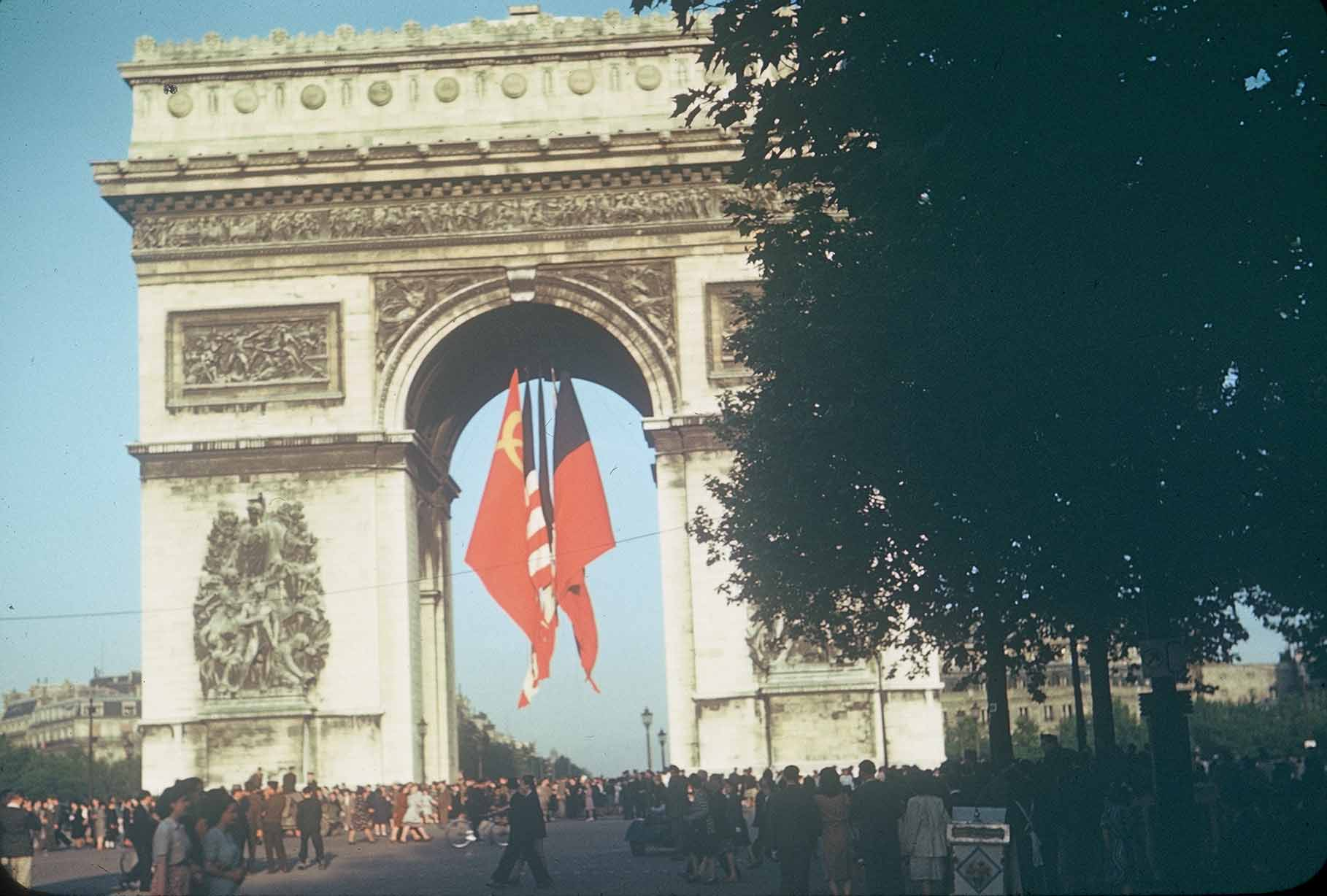
Flagi zwycięskich państw alianckich zawieszone pod Łukiem Triumfalnym po wyzwoleniu Paryża w sierpniu 1944 roku

„Mogę się przyznać, że wcale się nie rwiemy do wyzwalania Paryża właśnie teraz” – dowódca 12 grupy armii gen. Omar Bradley.
Komuniści francuscy mieli nadzieję, że samodzielnie uda im się wyzwolić Paryż jeszcze przed wejściem Amerykanów; z kolei zwolennicy de Gaulle’a, którzy pozostawali z nim w kontakcie radiowym, liczyli na amerykańską pomoc militarną, która wesprze ich w walce. Powstańcy związani z Wolnymi Francuzami, zdając sobie sprawę, że własnymi siłami nie uda im się pokonać Niemców, wysłali do Amerykanów kilka delegacji, z których najważniejszą była misja komendanta Rogera Cocteau-Gallois.
Już 22 sierpnia nawiązał on kontakt z dowódcą amerykańskiej 3 Armii gen. George’em Pattonem, starając się go nakłonić do interwencji oraz przeprowadzenia zrzutów broni. Patton jednak zgodnie z otrzymanymi rozkazami poinformował go, że jest to niezgodne z amerykańskimi planami strategicznymi i miasto zostanie ominięte. Dla armii amerykańskiej priorytetem było bowiem rozbicie wycofujących się jednostek Wehrmachtu. W rozmowie z francuskim emisariuszem powiedział również, że nie może wziąć na siebie odpowiedzialności w zaopatrzenie Paryża w broń, ponieważ jego własne oddziały cierpią na niedobory wynikające ze strat poniesionych w toku dotychczasowych walk z Niemcami. Determinacja francuskiego oficera zrobiła jednak wrażenie na amerykańskim generale, który wysłał go do siedziby dowódcy 12 grupy armii gen. Omara Bradleya, gdzie o godz. 9.00 spotkał się z szefem wywiadu bryg. Edwinem Sibertem. Sibert poinformował Francuza o zaplanowanym spotkaniu, na którym gen. Bradley oraz Dwight Eisenhower mają dyskutować na temat udzielenia ewentualnej pomocy paryskim powstańcom i zaproponował mu w nim udział.
Spotkanie odbyło się 22 sierpnia, a oprócz Galloisa wzięli w nim udział również inni francuscy dowódcy jak Charles de Gaulle, a także amerykańscy generałowie Bradley oraz Eisenhower. Amerykanie znający fakty przedstawione im przez amerykański wywiad wojskowy oraz Francuzów, a także widząc determinację tych ostatnich uznali, że sytuacja w Paryżu wymyka się spod kontroli i może spowodować poważne konsekwencje. Wspólnie postanowili więc zmienić strategiczne plany militarne i dostosować je do bieżącego rozwoju wydarzeń na froncie. Dodatkowo Charles de Gaulle poinformował Eisenhowera, że już 20 sierpnia wydał Leclercowi rozkaz pomocy powstańcom. Wobec faktów dokonanych przystąpiono więc do omówienia zagadnień taktycznych i przygotowania planu uderzenia na niemieckie siły rozlokowane w stolicy Francji.
Ustalono, że 3 Armia Pattona wkroczy w głąb brytyjskiego sektora na przyczółku Mantes-Gassicourt, natomiast Bradley przeniesie z okolic Paryża XV Korpus gen. Wade’a Haislipa w inne miejsce, przekazując udział w walkach o miasto V Korpusowi pod dowództwem gen. Leonarda Gerowa. Zadanie wkroczenia do Paryża powierzono 2. Dywizji Pancernej Leclerca, której jako wsparcie Bradley przydzielił 4. Dywizję Piechoty pod dowództwem gen. mjr. Raymonda „Tubby’ego” Bartona. Wojska podzielono na dwie grupy: pierwszą, złożoną z mieszanych amerykańsko-francuskich wojsk kolumnę północną, na czele której postępowały 102. dywizjon kawalerii ze wsparciem trzech batalionów 1121. Engineer Combat Group, część 2. DPanc Leclerca i cztery bataliony 190. Grupy Artylerii Polowej oraz drugą, grupę południową złożoną z pozostałej części pancerniaków z 2. DPanc Wolnych Francuzów oraz reszty 102. Grupy Kawalerii wraz z amerykańską piechotą z 4. Dywizji Piechoty wzmocnionych przez 70. batalion czołgów, dwa bataliony niszczycieli czołgów – 801. i 893., a także dwa bataliony artylerii przeciwlotniczej.
23 sierpnia 2 Dywizja Pancerna Wolnych Francuzów znajdowała się w okolicach Ramboulliet około 35 km od południowo-zachodnich przedmieść Paryża. Leclerc podzielił dywizję na trzy grupy taktyczne pod dowództwem pułkowników Langlade’a, Dio i Billotte’a i rano 24 sierpnia o godz. 6.30 pchnął je na pomoc powstańcom. Tego samego dnia o godzinie 21.00 czołowy oddział dywizji pod dowództwem kapitana Dronne (pluton Hiszpanów na transporterach opancerzonych oraz trzy czołgi) wjechał do miasta od strony 14. dzielnicy, przekroczył Sekwanę po Pont d’Austerlitz i około północy dotarł pod ratusz, położony zaledwie kilkaset metrów od kwatery głównej Dietricha von Choltitza. 25 sierpnia rano dołączyła do niego reszta dywizji i wraz z członkami Résistance rozpoczęła oczyszczać miasto ze stawiających wciąż opór Niemców. Po południu do walki wkroczyli również Amerykanie. Niemiecki garnizon skapitulował i do godziny 19.00 walki ustały. Paryż został oswobodzony.
Obroną Paryża dowodził wojenny gubernator Dietrich von Choltitz, który bezpośrednio od Adolfa Hitlera otrzymał rozkaz zniszczenia miasta. Generał sprzeciwił się jego wykonaniu i poddał miasto 25 sierpnia. Kapitulację przyjęli gen. Leclerc oraz pułkownik Rol-Tanguy. Choltitz in absentia został skazany przez niemiecki sąd wojskowy w Berlinie na karę śmierci, niewykonaną z uwagi na fakt znajdowania się w niewoli.

## Po powstaniu
Adolf Hitler, gdy nadeszła do niego informacja o wyzwoleniu Paryża, zażądał działań odwetowych polegających na bombardowaniu miasta oraz najszybszego jego odbicia. 26 sierpnia Luftwaffe przeprowadziła nalot bombowy na wschodnią część Paryża, w którym zabitych zostało 213 osób, a 914 zostało rannych. Wódz III Rzeszy nakazał również całkowite zniszczenie miasta rakietami V1 oraz V2, ale w owym czasie nie było to możliwe. Rakiety V w kierunku Paryża wystrzelono dopiero we wrześniu. Tylko jeden z 4 pocisków wystrzelonych 8 września spadł na przedmieścia, zabijając 6 osób i raniąc 36. W wyniku postępu frontu w okresie późniejszym nie było to już możliwe. Oddziały niemieckie nie zdołały później również zreorganizować się oraz przeprowadzić skutecznej operacji odbicia miasta.

### Ocena powstania
Powstanie paryskie często jest porównywane przez historyków oraz publicystów do powstania warszawskiego. Historycy wskazują, że mają one ze sobą wiele analogii oraz podobnych okoliczności. Oba pomimo odmiennego zakończenia odbyły się mniej więcej w tym samym czasie w sierpniu 1944 roku, do obu przyczyniła się bliska obecność wojsk alianckich walczących z III Rzeszą, oba zostały wywołane spontanicznie w stolicach okupowanych przez Niemców krajów bez uzgodnienia z dowództwem sojuszniczych armii przez członków słabo uzbrojonego ruchu oporu. Rozważanie tych analogii znalazło swoje odbicie w literaturze historycznej oraz publicystyce prasowej.
Paryż nie został zniszczony tak jak Warszawa głównie dzięki zmianie amerykańskich wojskowych planów strategicznych, o której zadecydował generał Eisenhower pod wpływem zabiegów francuskiego korpusu oficerskiego Wolnych Francuzów pod dowództwem gen. de Gaulle’a. Niebagatelne znaczenie miała również odmowa przez niemieckiego gen. Choltitza wykonania rozkazów Adolfa Hitlera nakazujących zniszczenie miasta.

## Powstanie paryskie w filmie
- „La Libération de Paris” czarno-biały film dokumentalny francuskiego ruchu oporu nakręcony w czasie powstania w Paryżu w 1944[14][15].
- Kolorowy, wielogodzinny film dokumentalny z 1944 (ówcześnie bez nazwy) przedstawiający ostatnie strzelaniny podczas wyzwolenia Paryża oraz moment wkroczenia do miasta gen. de Gaulle’a i armii amerykańskiej, prowadzenie aresztowanych Niemców oraz defiladę zwycięstwa, nakręcony przez jednostkę filmową Special Coverage Unit dowodzoną przez amerykańskiego reżysera George'a Stevensa[16].
- Powstaniu poświęcony został francuski film René Clément’a z 1966 pt. „Czy Paryż płonie?”. Wzięli w nim udział Alain Delon, Jean-Paul Belmondo, Leslie Caron, Orson Welles, Simone Signoret, Yves Montand[17][18] Fabułę filmu oparto na bestsellerowej książce wydanej pod tym samym tytułem, w ang. „Is Paris Burning?”, napisanej przez Larrego Collinsa oraz Dominique Lapierre[19]. Jej tytuł nawiązuje do pytania zadanego w telefonicznej rozmowie przez Adolfa Hitlera gubernatorowi Paryża Dietrichowi von Choltitzowi, które ten ostatni przytoczył w swojej biografii wydanej w językach francuskim i niemieckim w 1964 roku[20].
- „Dyplomacja” w reżyserii Volkera Schlöndorffa (2014).